# Cyrtandra zollingeri
Cyrtandra zollingeri är en tvåhjärtbladig växtart som beskrevs av Charles Baron Clarke. Cyrtandra zollingeri ingår i släktet Cyrtandra och familjen Gesneriaceae. Inga underarter finns listade i Catalogue of Life.